# La guerre est un racket
 (mai 2024).
La mise en forme du texte ne suit pas les recommandations de Wikipédia : il faut le « wikifier ».
Les points d'amélioration suivants sont les cas les plus fréquents. Le détail des points à revoir est peut-être précisé sur la page de discussion.
- Les titres sont pré-formatés par le logiciel. Ils ne sont ni en capitales, ni en gras.
- Le texte ne doit pas être écrit en capitales (les noms de famille non plus), ni en gras, ni en italique, ni en « petit »…
- Le gras n'est utilisé que pour surligner le titre de l'article dans l'introduction, une seule fois.
- L'italique est rarement utilisé : mots en langue étrangère, titres d'œuvres, noms de bateaux, etc.
- Les citations ne sont pas en italique mais en corps de texte normal. Elles sont entourées par des guillemets français : « et ».
- Les listes à puces sont à éviter, des paragraphes rédigés étant largement préférés. Les tableaux sont à réserver à la présentation de données structurées (résultats, etc.).
- Les appels de note de bas de page (petits chiffres en exposant, introduits par l'outil «  Source ») sont à placer entre la fin de phrase et le point final[comme ça].
- Les liens internes (vers d'autres articles de Wikipédia) sont à choisir avec parcimonie. Créez des liens vers des articles approfondissant le sujet. Les termes génériques sans rapport avec le sujet sont à éviter, ainsi que les répétitions de liens vers un même terme.
- Les liens externes sont à placer uniquement dans une section « Liens externes », à la fin de l'article. Ces liens sont à choisir avec parcimonie suivant les règles définies. Si un lien sert de source à l'article, son insertion dans le texte est à faire par les notes de bas de page.
- La présentation des références doit suivre les conventions bibliographiques. Il est recommandé d'utiliser les modèles {{Ouvrage}}, {{Chapitre}}, {{Article}}, {{Lien web}} et/ou {{Bibliographie}}. Le mode d'édition visuel peut mettre en forme automatiquement les références.
- Insérer une infobox (cadre d'informations à droite) n'est pas obligatoire pour parachever la mise en page.

Pour une aide détaillée, merci de consulter Aide:Wikification.
Si vous pensez que ces points ont été résolus, vous pouvez retirer ce bandeau et améliorer la mise en forme d'un autre article.
La guerre est un racket (en anglais War is a Racket) est un discours et un livre de 1935 de Smedley D. Butler, major général à la retraite du Corps des Marines des États-Unis et deux fois récipiendaire de la médaille d'honneur, la plus haute distinction militaire américaine. Butler y explique comment les intérêts commerciaux bénéficient de la guerre, à partir de l'expérience de sa longue carrière militaire.

## Contexte
L'auteur du livre, le général Smedley Butler, est un militaire de carrière ayant servi dans le corps des Marines durant 34 ans. Il a été envoyé dans de nombreux pays en Amérique latine, dans les Caraïbes, et en Asie, ainsi qu'en France durant la Première Guerre mondiale. Cependant, après sa retraite en octobre 1931, il devint extrêmement critique à l'encontre de l'impérialisme et de la politique militaire américaine. Il fit une tournée nationale en prononçant son discours « La guerre est un racket ». Ce discours fut si bien accueilli qu'il en écrivit une version plus longue sous la forme d'un petit livre publié en 1935. Le livre a été condensé dans le Reader's Digest sous forme de supplément de livre, ce qui a contribué à populariser son message.
À propos de ses années de service, Butler déclare :

« J'ai aidé à rendre le Mexique, en particulier Tampico, sûr pour les intérêts pétroliers américains en 1914. J'ai aidé à faire d'Haïti et de Cuba des endroits convenables pour que les gars de la National City Bank y fasse du profit. J'ai aidé au viol d'une demi douzaine de républiques d'Amérique Centrale au bénéfice de Wall Street. L'historique du racket est long. J'ai aidé à purifier le Nicaragua pour la banque internationale Brown Brothers (en) en 1909-1912. J'ai amené la lumière en République dominicaine pour les intérêts sucriers américains en 1916. En Chine je me suis assuré que la Standard Oil puisse faire des affaires sans encombres. »

En 1933, Butler se retrouva au centre d'un scandale lorsqu'il révèle au public l'existence du Business Plot. Un groupe de riches hommes d'affaires conspira afin de préparer un coup d'état visant à établir une dictature fasciste aux États-Unis et projetait d'y placer à sa tête Butler, général auréolé de gloire. Celui-ci cependant refusa ce rôle aussitôt informé et alarma la Chambre des représentants du complot. Même si la presse fut au début sceptique face à son témoignage, l'enquête révéla qu'il était fondé, bien que le stade d'avancement d'un tel projet est toujours débattu. Personne ne fut inquiété par la justice dans le cadre de ces investigations.

## Contenu
Dans La guerre est un racket, Butler cite une une variétés d'exemples, principalement tirés de la Première Guerre mondiale, où des industriels, subventionnés par des fonds publics, ont pu générer d'importants profits en temps de guerre, gagnant de l'argent sur la souffrance humaine en masse.
L'ouvrage est divisé en cinq chapitres :
1. La guerre est un racket
2. Qui bénéficie des profits ?
3. Qui paie l'addition ?
4. Comment briser ce racket !
5. Au diable la guerre !

### Recommandations
Dans l’avant-dernier chapitre du livre, Butler formule trois recommandations pour mettre fin au racket de la guerre :
1. Rendre la guerre non rentable. Butler suggère que les moyens de guerre devraient être réquisitionné par l'État, avant d’enrôler les populations, afin d'empêcher quiconque de profiter financièrement de la guerre : On ne peut l’écraser efficacement qu’en retirant les bénéfices de la guerre. La seule façon de briser ce racket est de conscrire le capital, l’industrie et le travail avant que les hommes de la nation ne puissent être enrôlés. […] Que les officiers, les directeurs et les cadres supérieurs de nos usines d'armement, de nos aciéries, de nos usines de munitions, de nos constructeurs navals, de nos constructeurs d'avions et des fabricants de toutes autres choses qui génèrent des profits en temps de guerre, ainsi que les banquiers et les spéculateurs, soient enrôlés – pour recevoir 30 dollars par mois, le même salaire que celui que reçoivent les gars dans les tranchées.
2. Les actes de guerre doivent être décidés par ceux qui la combattent. Il suggère également un référendum limité pour déterminer si la guerre doit avoir lieu, où seuls pourraient participer ceux qui risquent la mort en étant envoyé au front.
3. Limitation des armées à l’autodéfense. Pour les États-Unis, Butler recommande que la marine soit légalement contrainte à opérer dans un rayon de 200 milles des côtes, et que l'armée soit confinée aux frontières du pays, garantissant ainsi que la guerre, si elle est menée, ne pourra jamais être une guerre d'agression..

## Voir également
- Industrie de l'armement
- Complexe militaro-industriel
- Confessions d'un tueur à gages économique